# Brontho Rosenius
Brontho (Brunte) Rosenius Gothus, död 1639 i Östra Hargs socken, han var en svensk kyrkoherde i Östra Hargs församling. 

## Biografi
Brontho (Brunte) Rosenius Gothus blev 1614 kyrkoherde i Östra Hargs församling. Han begravdes 17 november 1639 i Östra Hargs socken.

### Familj
Rosenius gifte sig med Karin Olofsdotter (död 1638). Hon var dotter kyrkoherden Nicolaus Petri Liurénius och Mariet Olofsdotter i Östra Hargs socken. De fick tillsammans barnen Magnus Rosenius, Brita och Ingrid.